# Хенли, Хобарт
Хобарт Хенли (англ. Hobart Henley, при рождении Хесс Манасса Хенле (англ. Hess Manassah Henle; 	23 ноября 1887, Луисвилл, Кентукки — 22 мая 1964, Беверли-Хиллз, Калифорния) — американский актёр, режиссёр, сценарист и кинопродюсер.

## Фильмография
Режиссёр
- 1917 — «Тайна двойной комнаты»
- 1918 — «Настоящая женщина»
- 1918 — «Смеющийся Билл Хайд»
- 1918 — «Славное приключение»
- 1919 — «Женщина из индекса»
- 1919 — «Неделя жизни»
- 1919 — «Старый весёлый пёс»
- 1919 — «Мир ревущей реки»
- 1920 — «Его собственный грех»
- 1921 — «Обманутые сердца»
- 1922 — «Её ночь из ночей»
- 1922 — «Флирт»
- 1923 — «Подземный гул»
- 1923 — «Охотник за острыми ощущениями»
- 1923 — «Лютый зверь»
- 1924 — «Дама из высшего общества»
- 1924 — «Грешники в шелках»
- 1924 — «Суматоха»
- 1924 — «Так это брак?»
- 1925 — «Его секретарь»
- 1925 — «Отказ»
- 1925 — «Раба моды»
- 1926 — «Аукцион»
- 1927 — «Тилли—труженица»
- 1928 — «Предпочитающие злобу»
- 1928 — «Один молодой человек»
- 1928 — «Его Леди Тигрица»
- 1930 — «Придорожные ночи»
- 1930 — «Большой пруд»
- 1930 — «Свободная любовь»
- 1931 — «Капитан Эплджек»
- 1931 — «Плохая сестра»
- 1931 — «Дорогая женщина»
- 1932 — «Ночной мир»
- 1934 — «Неизвестная блондинка»